# Abba Lerner
Pour les articles homonymes, voir Lerner.
Abraham "Abba" Ptachya Lerner, né le 28 octobre 1903 à Novosselytsia (Empire russe) et mort le 27 octobre 1982 à Tallahassee (États-Unis), est un économiste et écrivain britannico-américain d'origine juive russe et d'obédience socialiste.
Il est connu pour avoir défini l'indice de Lerner, un indice économétrique permettant de mesurer le degré de concurrence au sein d'un secteur économique à partir du taux de marge des entreprises du secteur.
C'est aussi à lui que l'on doit la première formulation de l'idée, généralement attribuée abusivement à John Maynard Keynes, que le gouvernement peut augmenter la demande agrégée en pratiquant le déficit budgétaire,.
Bien que son nom ne soit pas passé à la postérité, il fut considéré par certains économistes de renom, tels que Paul Samuelson ou Tibor Scitovsky, comme l’un des plus grands économistes de son temps. Scitovsky le surnommait même le « Milton Friedman de gauche ».

## Biographie
Abba Lerner est né le 28 octobre 1903 en Bessarabie (Empire russe) dans une famille juive ashkénaze réformée et yiddishophone d'extraction modeste, qui émigre au Royaume-Uni pour fuir la pauvreté endémique lorsqu'il est enfant. Il grandit dans un quartier ouvrier de l'East End de Londres. Dès l'âge de seize ans, il occupe divers métiers prolétaires ou intellectuels précaires, travaillant successivement comme machiniste, ouvrier spécialisé, professeur d'hébreu, de yiddish, entrepreneur et commercial.
Il commence à s'intéresser à l'économie au moment de la Grande Dépression en 1929 où après avoir fait faillite, il se rend à un cours d'économie à la London School of Economics.
Un séjour de six mois à l'Université de Cambridge en 1934-1935 le met en contact avec John Maynard Keynes, dont il devient l'un des amis les plus intimes.
Lerner épouse Alice Sendak en 1930. Ils ont eu deux enfants jumeaux, Marion et Lionel, nés en 1932.
Dans son article de 1934, The Concept of Monopoly and the Measurement of Monopoly Power, il défend l'idée que le prix doit être égal au coût marginal et définit le taux de marge comme une mesure du pouvoir de monopole de l'entreprise.
En 1937, anticipant les conséquences de la montée du nazisme et de l'aggravation de la crise économique en Europe, Lerner décide d'émigrer avec toute sa famille aux États-Unis, où il se lie d'amitié avec ses adversaires intellectuels et idéologiques Milton Friedman et Barry Goldwater.
En 1944, lors d'une conférence de John Maynard Keynes qui redoute que le taux d'épargne devienne trop élevé après la guerre, Abba Lerner suggère que le gouvernement pourrait augmenter la demande agrégée en créant du déficit budgétaire par une augmentation des dépenses publiques et/ou une diminution des taxes. Inversement, dans le cas où la demande agrégée serait trop forte, le gouvernement pourrait dégager un surplus budgétaire. Ce mécanisme, connu sous le nom de relance keynésienne, et qui constitue encore aujourd'hui la mesure clé des programmes économiques keynésiens et post-keynésiens, aurait en fait été formulé pour la première fois par Lerner.
Il est l'auteur du théorème de symétrie de Lerner qui stipule que, sur la base d'une hypothèse d'une balance commerciale nulle (valeur des biens exportés égale à valeur des marchandises importées d'un pays donné), un droit ad valorem tarifaire à l'importation (pourcentage de la valeur ou un montant par unité) aura les mêmes effets qu'une taxe à l'exportation. Le théorème est basé sur l'observation que l'effet sur les prix relatifs est le même quelle que soit la politique (droits de douane ad valorem ou taxes à l'exportation) appliquée.

## Publications
- (en) A. P. Lerner, « The Concept of Monopoly and the Measurement of Monopoly Power », The Review of Economic Studies, vol. 1, no 3,‎ 1934, p. 157–175 (JSTOR 2967480)
- (en) A. P. Lerner, « Functional Finance and the Federal Debt », Social Research, vol. 10, no 1,‎ 1943, p. 38-51 (JSTOR 40981939)